# Південнов'єтнамський донг
Південнов'єтнамський донг ( в'єт. Đồng ) - грошова одиниця Республіки В'єтнам у 1955-1975 роках, Республіки Південний В'єтнам у 1975-1976 роках та південній частині Соціалістичної Республіки В'єтнам у 1976-1978 роках.

## Історія
Грошової одиницею Південного В'єтнаму спочатку був індокитайський піастр, що випускався Емісійним інститутом країн Камбоджа, Лаосу та В'єтнаму . Банкноти Емісійного інституту випускалися трьох типів: камбоджійського, лаоського та в'єтнамського. Написи на банкнотах всіх зразків робилися чотирма мовами: французькою, кхмерською, лаоською та в'єтнамською. Банкноти в'єтнамського зразка відрізнялися малюнком, а також написом VIAN PHÁT-HÀNH. У зверненні були також піастри, що випускалися раніше французьким Банком Індокитаю .
На основі підписаної 29 грудня 1954 р. у Парижі угоди з 1 січня 1955 р. Емісійний інститут держав Камбоджа, Лаос і В'єтнам припинив свою діяльність, а його активи та пасиви були розподілені між казначействами Південного В'єтнаму, Лаосу та Камбоджі.
Міністерство фінансів Південного В'єтнаму 22 вересня 1955 року оголосило про обмін банкнот Емісійного інституту камбоджійського та лаоського зразка на піастри в'єтнамського зразка. Обмін проводився в період з 30 жовтня по 7 листопада 1955 року, з 7 жовтня банкноти камбоджійського та лаоського зразків втратили статус законного платіжного засобу. 15 жовтня того ж року розпочато випуск банкнот Національного банку В'єтнаму. Банкноти Банку Індокитаю в піастрах втратили чинність законного платіжного кошти 31 жовтня 1955 року, банкноти Емісійного інституту в'єтнамського зразка перебували у зверненні до січня 1957 року.
У 1975 році після взяття Сайгона на всій території Південного В'єтнаму було встановлено владу Тимчасового уряду Республіки Південний В'єтнам . 22 вересня 1975 року було проведено грошову реформу, під час якої замість південнов'єтнамського донгу випущено нові грошові знаки («донг Визволення»). Обмін відбувався у співвідношенні 500:1. Кожна сім'я могла обміняти до 100 000 донгів, підприємці та особи вільних професій — до 200 000 донгів, суми понад ліміти зараховувалися на рахунки в банку.
В 1976 відбулося об'єднання країни, утворена єдина держава - Соціалістична Республіка В'єтнам. 3 травня 1978 року проведено реформу, яка уніфікувала грошовий обіг у країні. Обмін грошових знаків південного В'єтнаму на загальнодержавні проводився у співвідношенні: 0,8 південнов'єтнамських донгів = 1 донг Соціалістичної Республіки В'єтнам  .

## Монети

### Монети 1960-1975 років
У 1960-1975 роках випускалися монети в 50 су, 1, 5, 10, 20, 50 донгів. На монетах в 50 су були відмінності в назві розмінної одиниці: на монеті 1960 - 50 SU, на монеті 1963 - 50 XU  .
| Номінал </br> монет | Зображення | Зображення | Метал                        | Діаметр </br> (мм) | Вага </br> (г) | Товщина </br> (мм) | Гурт      | Рік        |
| ------------------- | ---------- | ---------- | ---------------------------- | ------------------ | -------------- | ------------------ | --------- | ---------- |
| 50 су               | </img>     | </img>     | Алюміній                     | 30.75              | 4              | 2.7                | рубчастий | 1960       |
| 50 су               | </img>     | </img>     | Алюміній                     | 30                 | 2.94           | 1.7                | рубчастий | 1963       |
| 1 донг              | </img>     | </img>     | Мідно-нікелевий сплав        | 22                 | 4              | 1.3                | рубчастий | 1960       |
| 1 донг              | </img>     | </img>     | Мідно-нікелевий сплав        | 22.3               | 3.95           | 1.3                | рубчастий | 1964       |
| 1 донг              |            |            | Мідно-нікелевий сплав        | 22.3               | 3.6            | 1.4                | рубчастий | 1971       |
| 5 донгів            | </img>     | </img>     | Мідно-нікелевий сплав        | 24                 | 4              | 1                  | гладкий   | 1966       |
| 5 донгів            |            |            | Мідно-нікелевий сплав        | 24.25              | 4              | 1.35               | гладкий   | 1971       |
| 10 донгів           |            |            | Мідно-нікелевий сплав        | 25.5               | 5.5            | 1.4                | рубчастий | 1964       |
| 10 донгів           | </img>     | </img>     | Сталь із нікелевим покриттям | 25.5               | 5              | 1.5                | Рубчастий | 1968, 1970 |
| 10 донгів           |            |            | Сталь із латунним покриттям  | 24                 | 4.39           | 1.52               | рубчастий | 1974       |
| 20 донгів           | </img>     | </img>     | Сталь із нікелевим покриттям | 29.6               | 9              | 2.1                | гладкий   | 1968       |
| 20 донгів           | </img>     | </img>     | Сталь із нікелевим покриттям | 29.6               | 9              | 2.1                | гладкий   | 1968       |
| 50 донгів           |            |            | Сталь із нікелевим покриттям | 25                 | 5.2            |                    | рубчастий | 1975       |

У ході реформи 1975 були випущені монети 1, 2 і 5 су  .
| Номінал </br> монет | Зображення | Зображення | Метал    | Діаметр </br> (мм) | Вага </br> (г) | Товщина </br> (мм) | Гурт    | Рік  |
| ------------------- | ---------- | ---------- | -------- | ------------------ | -------------- | ------------------ | ------- | ---- |
| 1 су                |            |            | Алюміній | 19                 | 0.8            | 1                  | гладкий | 1975 |
| 2 су                |            |            | Алюміній | 18                 | 0.9            |                    | гладкий | 1975 |
| 2 су                |            |            | Алюміній | 21                 | 1.1            | 1.5                | гладкий | 1975 |
| 5 су                |            |            | Алюміній | 23                 | 1.5            | 1.7                | гладкий | 1975 |

## Банкноти
- першого випуску: 1, 5, 10, 20, 1000 донгів;
- другого випуску: 50, 100, 200, 500 донгів;
- третього випуску: 1, 2, 5, 200 донгів [4] ;
- зразка 1962: 10, 20, 500 донгів;
- зразка 1964-1966 років: 1, 20, 50, 100, 200, 500 донгів;
- зразка 1969-1971 років: 20, 50, 100, 200, 500, 1000 донгів;
- зразка 1972-1975 років: 50, 100, 200, 500, 1000, 5000, 10 000 донгів [5] .

У ході реформи 1975 були випущені банкноти в 10, 20, 50 су, 1, 2, 5, 10, 50 донгів  .

#### Емісія 1955-1962 років (перша серія)
| Випуск 1955-1962 років (перша серія) | Випуск 1955-1962 років (перша серія) | Випуск 1955-1962 років (перша серія) | Випуск 1955-1962 років (перша серія) | Випуск 1955-1962 років (перша серія) | Випуск 1955-1962 років (перша серія) | Випуск 1955-1962 років (перша серія) | Випуск 1955-1962 років (перша серія) | Випуск 1955-1962 років (перша серія) |
| Зображення                           | Зображення                           | Номінал                              | Розміри                              | Основні кольори                      | Опис                                 | Опис                                 | Опис                                 | Рік випуску                          |
| Аверс                                | Реверс                               | Номінал                              | Розміри                              | Основні кольори                      | Аверс                                | Реверс                               | Водяний знак                         | Рік випуску                          |
| ------------------------------------ | ------------------------------------ | ------------------------------------ | ------------------------------------ | ------------------------------------ | ------------------------------------ | ------------------------------------ | ------------------------------------ | ------------------------------------ |
| </img>                               | </img>                               | 1 донг                               | 115×65                               | Сірий                                | Селянин зі сніпом рису               | Селянин на тлі поля                  |                                      | 1955                                 |
| </img>                               | </img>                               | 2 донгу                              | 120×65                               | Фіолетовий                           | Традиційний човен                    | Вид річки                            |                                      | 1955                                 |
| </img>                               | </img>                               | 5 донгів                             | 126×65                               | Цегляний                             | Селянин з водяним буйволом           | Вид річки з будинком                 | Відсутнє                             | 1955                                 |
| </img>                               | </img>                               | 10 донгів                            | 131×66                               | червоний                             | Пара селян                           | Мальовнича арка                      | Відсутнє                             | 1962                                 |
| </img>                               | </img>                               | 20 донгів                            | 136×66                               | Коричневий                           | Воли, запряжені у візок              | Жінка копає                          |                                      | 1962                                 |
| </img>                               | </img>                               | 50 донгів                            | 144×66                               | Баклажановий                         | Хлопчик з водяним буйволом           | Просіювання зерна                    | Відсутнє                             | 1956                                 |
| </img>                               | </img>                               | 100 донгів                           | 153×65                               | Сірий, зелений                       | Селянин на тракторі                  | Стилізований павич                   | Відсутнє                             | 1955                                 |
| </img>                               | </img>                               | 200 донгів                           | 162×71                               | Зелений                              | Солдат з автоматом                   | Селянка із снопами                   |                                      | 1955                                 |
| </img>                               | </img>                               | 500 донгів                           |                                      | Синій, помаранчевий                  | Пагода                               | Номінал                              |                                      | 1955                                 |

#### Емісія 1955-1962 років (друга серія)
| Випуск 1955-1962 років (друга серія) | Випуск 1955-1962 років (друга серія) | Випуск 1955-1962 років (друга серія) | Випуск 1955-1962 років (друга серія) | Випуск 1955-1962 років (друга серія) | Випуск 1955-1962 років (друга серія) | Випуск 1955-1962 років (друга серія) | Випуск 1955-1962 років (друга серія) | Випуск 1955-1962 років (друга серія) |
| Зображення                           | Зображення                           | Номінал                              | Розміри                              | Основні кольори                      | Опис                                 | Опис                                 | Опис                                 | Рік випуску                          |
| Аверс                                | Реверс                               | Номінал                              | Розміри                              | Основні кольори                      | Аверс                                | Реверс                               | Водяний знак                         | Рік випуску                          |
| ------------------------------------ | ------------------------------------ | ------------------------------------ | ------------------------------------ | ------------------------------------ | ------------------------------------ | ------------------------------------ | ------------------------------------ | ------------------------------------ |
| </img>                               | </img>                               | 1 донг                               | 123×77                               | Рожевий, зелений                     | Храм хунгвіонгів у Сайгоні           | Історичний музей у Сайгоні           | тигр                                 | 1956                                 |
| </img>                               | </img>                               | 5 донгів                             | 133×84                               | Бежевий                              | Фенікс та дракон                     | Селянин з буйволом                   | тигр                                 | 1955                                 |
| </img>                               | </img>                               | 10 донгів                            | 138×88                               | Рожевий                              | Риба та дракон                       | Рибальські човни                     | тигр                                 | 1955                                 |
| </img>                               | </img>                               | 20 донгів                            | 146×92                               | Бежевий                              | Будинок, човни, бананове дерево      | Селяни на рисовому полі              | тигр                                 | 1956                                 |
| </img>                               | </img>                               | 100 донгів                           |                                      | Коричневий                           | Будинок опери у Сайгоні              | Гребля Донг Кам Дон                  | Бамбук                               | 1960                                 |
| </img>                               | </img>                               | 200 донгів                           |                                      | Фіолетовий                           | Будівля Національного банку Сайгону  | Човни                                | Відсутнє                             | 1958                                 |
| </img>                               | </img>                               | 500 донгів                           |                                      | Синій                                | Президентський палац у Сайгоні       | Селянин з буйволами                  | Портрет НГО Дінь Зьєма               | 1962                                 |
| </img>                               | </img>                               | 1000 донгів                          |                                      | Різнокольоровий                      | Старий храм хунгвіонгів у Сайгоні.   | Жінка, човен                         | Жіноча голова                        | 1955                                 |

#### Емісія 1964-1966 років
| </img> | </img> | 1 донг </br>    | 127×63 | коричневий | Номінал                       | Селянин на тракторі         | Бамбук         | 1964 рік |
| </img> | </img> | 20 донгів </br> | 142×71 | зелений    | Номінал                       | Міфічний дракон-риба        | Голова дракона | 1964 рік |
| </img> | </img> | 50 донгів       | 142×71 | фіолетовий | Номінал                       | Номінал                     | ні             | 1966 рік |
| </img> | </img> | 100 донгів      | 145×73 | червоний   | Портрет Ле Ван Зуєта, номінал | Храм Ле Ван Зуета в Сайгоні | Голова дракона | 1966 рік |
| </img> | </img> | 200 донгів      |        | кремовий   | Нгуен Хюе                     | Нгуєн Хюе на чолі війська   | Голова дракона | 1966 рік |
| </img> | </img> | 500 донгів      | 149×73 | бірюзовий  | Історичний музей у Сайгоні    | Міфічні леви                | Голова дракона | 1964 рік |
| </img> | </img> | 500 донгів      | 148×74 | блакитний  | Чан Хінг Дао                  | Подорож Чана Хінг Дао       | Голова дракона | 1966 рік |

#### Емісія 1969-1971 років
| </img> | </img> | 20 донгів </br> | 142×71 | рожевий      | Будівля Національного банку | Національний орнамент | В'єтнамський воїн | 1969 рік |
| </img> | </img> | 50 донгів </br> | 142×71 | сірий        | Будівля Національного банку | Національний орнамент | В'єтнамський воїн | 1969 рік |
| </img> | </img> | 100 донгів      | 147×73 | зелений      | Будівля Національного банку | Національний орнамент | В'єтнамський воїн | 1970 рік |
| </img> | </img> | 200 донгів      | 147×73 | малиновий    | Будівля Національного банку | Національний орнамент | В'єтнамський воїн | 1970 рік |
| </img> | </img> | 500 донгів      | 152×76 | помаранчевий | Будівля Національного банку | Національний орнамент | В'єтнамський воїн | 1970 рік |
| </img> | </img> | 500 донгів      | 152×76 | бірюзовий    | Будівля Національного банку | Національний орнамент | В'єтнамський воїн | 1971 рік |

#### Емісія 1972-1975 років
| </img> |  | 50 донгів </br> | 140×70      | блакитний          | Палац незалежності                   | Коні                     | Голова жінки              | 1972 рік |
|        |  | 100 донгів      | 145×73      | зелений            | Палац незалежності                   | Селянин з буйволом       | Голова жінки              | 1972 рік |
|        |  | 200 донгів      | 142×71      | малиновий          | Палац незалежності                   | Олень                    | Голова жінки              | 1972 рік |
|        |  | 500 донгів      | 152×76      | помаранчевий       | Палац незалежності                   | Тигр                     | Портрет молодої жінки.    | 1972 рік |
|        |  | 1000 донгів     | 152×76      | Бежевий            | Палац незалежності                   | Слони за роботою         | Портрет Нгуєн Тхі Май Ань | 1972 рік |
|        |  | 1000 донгів     | немає даних | блакитний, зелений | Чіонг Конг Дінь, міфічна риба-дракон | Гробниця Чіонг Конг Діня | Літній чоловік            | 1975 рік |
|        |  | 5000 донгів     | немає даних | Жовтий             | Палац незалежності                   | Леопард                  | Голова жінки              | 1975 рік |
|        |  | 10000 донгів    | немає даних | Фіолетовий         | Палац незалежності                   | Корова                   | Голова жінки              | 1975 рік |

| Випуск 1975 року | Випуск 1975 року | Випуск 1975 року | Випуск 1975 року | Випуск 1975 року                                            | Випуск 1975 року                        | Випуск 1975 року         | Випуск 1975 року  | Випуск 1975 року |
| Зображення       | Номінал          | Розміри (мм)     | Основний колір   | Опис                                                        | Опис                                    | Опис                     | Дата </br> виходу |                  |
| Зображення       | Номінал          | Розміри (мм)     | Основний колір   | Лицьова сторона                                             | Зворотній бік                           | Водяний знак             | Дата </br> виходу |                  |
| ---------------- | ---------------- | ---------------- | ---------------- | ----------------------------------------------------------- | --------------------------------------- | ------------------------ | ----------------- | ---------------- |
|                  | 10 су </br>      | 100×50           | бежевий          | Сушіння морської солі                                       | Плавучий ринок                          | Відсутнє                 | 1975 рік          |                  |
| </img>           | 20 су </br>      | 108×54           | синій            | робітники на каучуковій плантації                           | селяни з буйволами вітають солдатів ВНА | Відсутнє                 | 1975 рік          |                  |
|                  | 50 су            | 116×59           | салатовий        | збирання цукрової тростини                                  | Плетіння килимів                        | Відсутнє                 | 1975 рік          |                  |
| </img>           | 1 донг           | 124×63           | червоний         | човни на каналі                                             | селяни у полі                           | Зірки                    | 1975 рік          |                  |
|                  | 2 донгу          | 132×66           | світло зелений   | човнові будиночки під мостом                                | солдати та люди                         | Зірки                    | 1975 рік          |                  |
|                  | 5 донгів         | 140×70           | Фіолетовий       | Текстильна фабрика                                          | Солдати святкують перемогу              | Зірки, зубчаста передача | 1975 рік          |                  |
|                  | 10 донгів        | 147×74           | Рожевий          | троє дівчат; потяг; визначні пам'ятки Ханоя, Хюе та Сайгона | солдати та люди з прапором В'єтконгу    | Зірки, зубчаста передача | 1975 рік          |                  |
|                  | 50 донгів        | 155×80           | Зелений          | робітники на заводі                                         | комбайн                                 | Зірки, зубчаста передача | 1975 рік          |                  |

#### БанкнотиВ'єтконгу
У 1968 році на територіях Південного В'єтнаму, підконтрольних НФЗПВВ, були введені в обіг банкноти номіналом 10, 20, 50 су, 1, 2, 5, 10, 50 донгів, надруковані в КНР .
| </img> | </img> | 10 су </br> | 100×50 | Фіолетовий     | Зірка по центру              | Зірка та національний орнамент      | Відсутнє | 1968 рік |
| </img> | </img> | 20 су </br> | 107×54 | червоний       | Зірка по центру              | Зірка та національний орнамент      | Відсутнє | 1968 рік |
| </img> | </img> | 50 су       | 116×58 | зелений        | Зірка по центру              | Зірка та національний орнамент      | Відсутнє | 1968 рік |
| </img> | </img> | 1 донг      | 124×61 | бежевий        | Збір врожаю                  | Урок у школі                        | Зірки    | 1968 рік |
| </img> | </img> | 2 донгу     | 130×65 | світло зелений | Жінки у поході               | Рибалки на човні                    | Зірки    | 1968 рік |
| </img> | </img> | 5 донгів    | 140×70 | Рожевий        | Прибирання чаю               | Партизанський патруль               | Зірки    | 1968 рік |
| </img> | </img> | 10 донгів   | 146×73 | Бірюзовий      | Прибирання цукрової тростини | Атакуюча піхота                     | Зірки    | 1968 рік |
| </img> | </img> | 50 донгів   | 154×77 | червоний       | Конвой вантажівок            | Партизани збивають вертоліт ВПС США | Зірки    | 1968 рік |